# Wadi Barut
El Wadi Barut (en árabe: وادي باروت‎, romanizado: Wādī Barut) es un valle o río seco, con caudal efímero o intermitente, que fluye casi exclusivamente durante la temporada de lluvias, situado al noreste de los Emiratos Árabes Unidos, en el Emirato de Ras al Jaima.
Es afluente del Wadi Ghalilah, a partir de su confluencia con el Wadi Litibah, y se forma principalmente por los barrancos y torrenteras que discurren por la vertiente norte del Jabal Ar Rahrah (1.691 m); por la vertiente occidental del Jabal Bil Ays / Jebel Jais (1.911 m); y por la vertiente oriental de un ramal del Jabal Ar Rahrah Ridge, en el que se encuentra el Jabal Maqatail (1.556 m) 

## Recorrido
En su recorrido, de sur a norte, los distintos brazos del curso alto de Wadi Barut atraviesan una zona escarpada, con un terreno muy accidentado y escasa cobertura vegetal, al que es casi imposible acceder sin equipamiento y técnicas de escalada, lo que lo convierte en una zona poco conocida y apenas frecuentada, y en una espacio natural idóneo para la supervivencia de algunas de las especies animales amenazadas de extinción en esta región de la Península Arábiga. 
Esta característica de la zona ha despertado el interés de los naturalistas involucrados en proyectos de conservación o gestión de espacios naturales y especies, que han explorado el lugar en búsqueda de rastros que permitieran detectar la ya improbable presencia de leopardos de Arabia (Panthera pardus nimr) y caracales (Caracal caracal), y conocer los hábitos alimenticios de otros mamíferos salvajes y sus eventuales presas: zorros rojos (Vulpes vulpes), zorros de Blanford (Vulpes Cana), tahr árabe (Arabitragus jayakari), gacela arábiga (Gazella gazella), etc.
En la parte occidental y en su curso medio (mucho más accesible), el Wadi Barut atraviesa zonas de cultivo en bancales y granjas construidas en terrazas acondicionadas en sus empinadas laderas, agrupadas en los pequeños poblados de Barut, Dafalas (Dirat Dafalas), Deira Al-Rakba  y otros, comunicados a través de un camino de herradura que discurre entre la presa del Wadi Ghalilah (Wadi Ghalilah Dam) y el Jabal Ar Rahrah Ridge. 

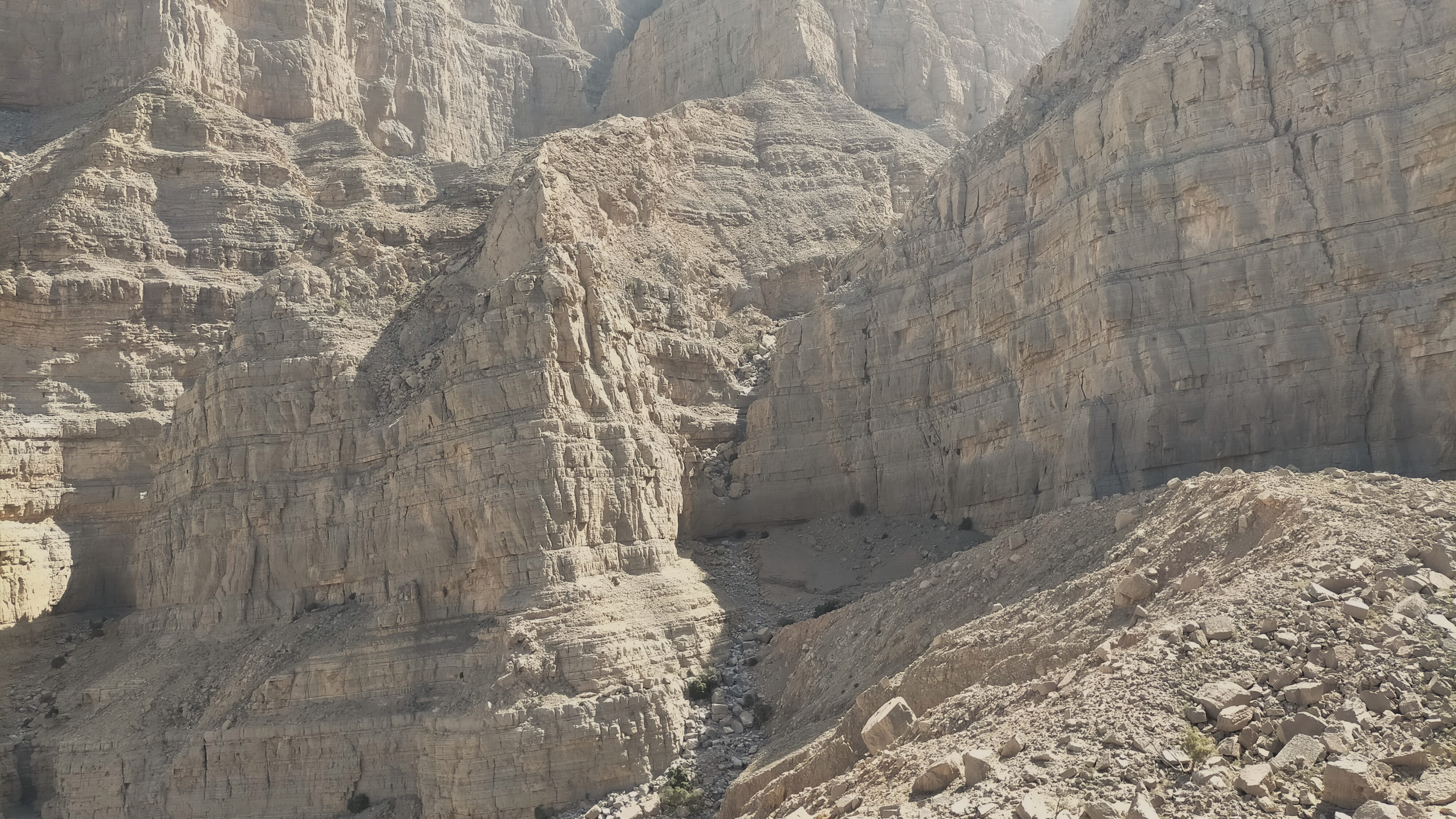
Wadi Barut. Muy cerca de la aldea de Deira Al-Rakba, los tres brazos principales del Wadi Barut se unen y forman varias espectaculares cascadas secas, conocidas con el nombre de Wadi Barut Dry Falls

Muy cerca de la aldea de Deira Al-Rakba, los tres brazos principales del Wadi Barut se unen y forman varias espectaculares cascadas secas, conocidas con el nombre de Wadi Barut Dry Falls.
Ya en el área de confluencia con el Wadi Litibah, para formar el Wadi Ghalilah) existen también pequeñas granjas en ambas orillas del wadi, a las que se puede acceder a través de una carretera de piedra y grava. Las de la orilla derecha están situadas al pie de una gran pared de roca, de 600 m de altura, denominada Barut Wall, valorada por los escaladores como la ruta de escalada más larga del país.
De los núcleos rurales del wadi, el que se mantiene más activo y poblado es Dafalas (Dirat Dafalas), situado en la cabecera del wadi, que cuenta en la actualidad con unos 20 habitantes, dedicados a la agricultura y a la cría y cuidado de cabras, y se beneficia de la proximidad de accesos por carretera, suministro eléctrico y agua potable, por la actividad turística y recreativa generada en torno al área de Jebel Jais.

## Toponimia
Nombres alternativos: Wadi Barut, Wādī Barut, Wadi Barun.
El nombre de este wadi quedó registrado en la documentación y mapas elaborados entre 1950 y 1960 por el arabista, cartógrafo, militar y diplomático británico Julian F. Walker, durante los trabajos efectuados para el establecimiento de fronteras entre los entonces denominados Estados de la Tregua, completados posteriormente por el Ministerio de Defensa del Reino Unido, en mapas a escala 1:100.000 publicados en 1971.
También figura, con la grafía Wādī Barut, en el Atlas Nacional de los Emiratos Árabes Unidos.

## Población
El área geográfica del Wadi Barut estuvo poblada históricamente por la tribu seminómada Shihuh, sección de Bani Shatair (en árabe: بني شطير‎), que ocupaba, entre otros territorios, las zonas tribales de Bani Bakhit y Banī Sā`ad.